# Vicente Aguilar y Bustamante
Vicente Aguilar y Bustamante (San Salvador, alcaldía mayor de San Salvador, Capitanía General de Guatemala; 5 de abril de 1746 - Quezaltepeque, Intendencia de San Salvador, Capitanía General de Guatemala; 17 de enero de 1818) fue un sacerdote y prócer centroamericano que participó en los movimientos independentistas de 1811 y 1814. Era hermano de Nicolás Aguilar y Bustamante y Manuel Aguilar también sacerdotes y próceres centroamericanos.

## Biografía
Vicente Aguilar y Bustamante nació en San Salvador, alcaldía mayor de San Salvador, Capitanía General de Guatemala el 5 de abril de 1746. Fue el segundo hijo del matrimonio de Isabel de Bustamante y Nava y del capitán Manuel Aguilar y de León. Sería ordenado presbítero por el arzobispo Cortés y Larraz el 21 de diciembre de 1776.

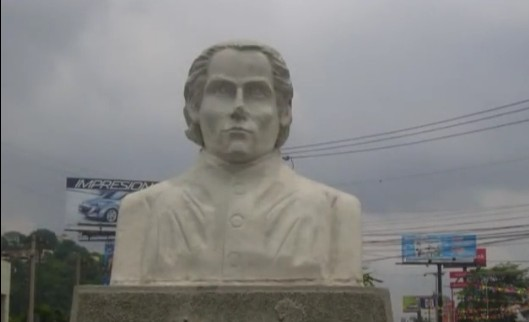
Busto del Prócer Pbro. Vicente Aguilar

Al igual que su hermano menor, Manuel, ingresó al colegio San Borja de Guatemala. Posteriormente pasó al Colegio y Seminario Tridentino de Nuestra Señora de la Asunción para de esta manera iniciar sus estudios sacerdotales. Una vez inició sus estudios de teología, fue llamado por el obispo diocesano de Chiapas Miguel de Cilieza y Velasco, a actuar como diácono en su propia residencia.
A raíz de un terremoto ocurrido en Guatemala en 1773, Vicente se vio obligado a regresar a su tierra natal, debido a que el Seminario Tridentino tuvo que ser cerrado regresando al mismo cuando fue reabierto en 1774.

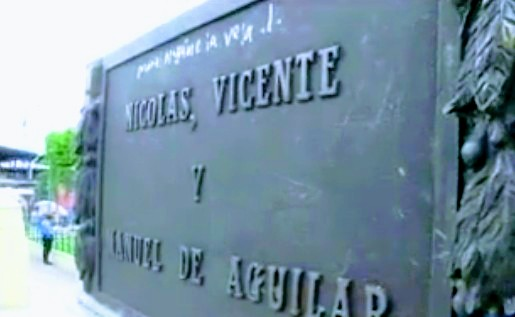
Placa En la plaza Libertad, En Honor a los Hermanos Aguilar En San Salvador

Fue ordenado diácono el 1 de junio de 1776 por el obispo Pedro Cortéz y Larraz; posteriormente fue nombrado presbítero por el mismo el 21 de diciembre de ese mismo año, en la iglesia del convento de Nuestra Señora de la Concepción de la ciudad de Guatemala. Mantuvo bajo su cargo los curatos de Suchitoto, Tonacatepeque, Cojutepeque, Zacatecoluca, San Pedro Perulapán (1798), San Martín (1786-1788), Tenancingo (1780-1786), entre otros durante 22 años.
En esta etapa se dedicó a la restauración de templos que habían sido dañados por frecuentes terremotos, en varias ocasiones, costeando dichas restauraciones con su propio capital.

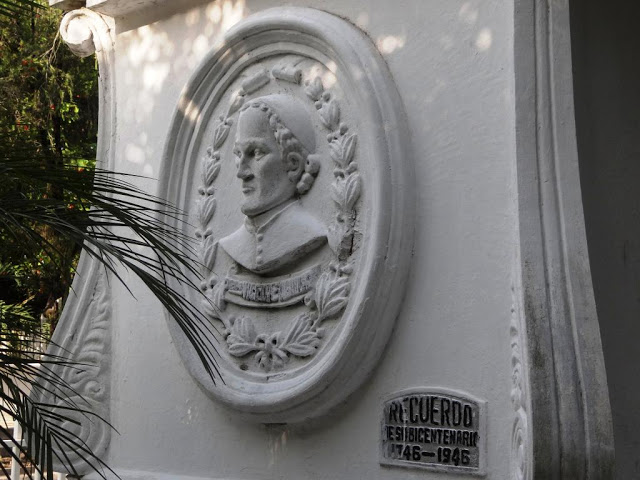
un medallón con la imagen del Prócer Pbro. Vicente Aguilar

### Movimientos independentistas de 1811 y 1814

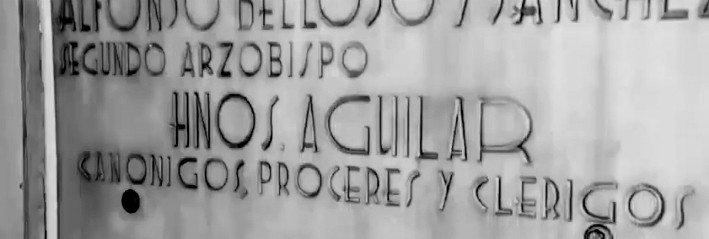
tumba de los Hermanos Aguilar

Participó junto a sus hermanos en los movimientos independentistas de Centroamérica en 1811 y 1814. Después del fallido movimiento del 5 de noviembre de 1811, Vicente fue despojado de la vicaría. Fue confinado en su hacienda familiar «Toma de Agua» en Quezaltepeque el 2 de abril de 1814 después del segundo intento insurreccional de enero de 1814, falleciendo el 17 de enero de 1818. Sus restos descansan en la actual Iglesia del Rosario en San Salvador.